# سارا مرداک
سارا مرداک (به انگلیسی: Sarah Murdoch) (زاده ۳۱ می ۱۹۷۲) مدل انگلیسی است.